# Rose Tattoo (álbum de Tiffany)
Rose Tattoo es el octavo álbum de estudio de Tiffany, lanzado el 1 de marzo de 2011. Representa un retorno a la música country, un género con el que Tiffany empezó antes de su éxito como estrella del pop adolescente en la década de los 80's. La cantante ha descrito el sonido de este nuevo álbum como "Bonnie Raitt con un ambiente de Stevie Ray Vaughan". El lanzamiento del álbum se celebró con una fiesta en Nashville, Tennessee el 25 de febrero de 2011.

## Lista de canciones
- "Feel The Music" (Tiffany, Julie Forester, Dee Briggs)
- "Crazy Girls", duet with Lindsay Lawler (Tiffany, Chris Roberts, Lindsay Lawler)
- "He's All Man" (Tiffany, Tommy Wright)
- "He Won't Miss Me" (Tiffany, Diana Draeger)
- "All Over You" (Tiffany, Lorna Flowers)
- "Just Love Me" (Tiffany, Chris Roberts)
- "Love You Good" (Tommy Wright)
- "Just That Girl" (Tiffany, Chris Roberts, Lindsay Lawler)